# سلسفي قاسي
السلسفي القاسي أو الدَبَح القاسي (باللاتينية: Scorzonera rigida) نوع نباتي ينتمي إلى جنس السلسفي من الفصيلة النجمية.

## الموئل والانتشار
موطنها المشرق العربي وتركيا وأرمينيا.

## مرادفات للاسم العلمي
- (باللاتينية: Scorzonera aytatchii A. Duran & Sağiroğlu)